# Sonai
Sonai és un riu d'Assam que neix a les muntanyes Lushai (Mizoram) i després d'un curs tortuós de 96 km a través del districte de Cachar desaigua al riu Barak. Fins a Maniarkhal corre a través de la jungla, però a la part baixa hi ha abundants pobles a les seves ribes, destacant els de Palanghat i Sonaimukh.